# Frédéric Boulay
Cet article concerne le journaliste. Pour l'auteur de l'attentat d'extrême droite, voir Fusillade du 11 novembre 1984 à Châteaubriant.
Frédéric Boulay (Frédérick-Louis de son vrai prénom) est un journaliste français. Il est le directeur de l'information de la chaîne de télévision généraliste francophone internationale TV5 Monde depuis le 12 mars 2007.

## Biographie
De 1972 à 1980, Frédéric Boulay a travaillé comme journaliste à l'ORTF puis à TF1, où il a participé à la création avec Jean-Louis Burgat et Érik Gilbert du magazine politique dominicale Sept sur sept.
En 1984, il rejoint le groupe Canal+ pour devenir rédacteur en chef, puis directeur des programmes de Canal+ Belgique et Canal+ Afrique jusqu'en 1992. 
De 1992 à 1999, il a travaillé pour la Société française de production (SFP) avant de rejoindre la chaîne de chaîne de télévision généraliste francophone internationale TV5.
Le 12 mars 2007, il devient directeur de la rédaction de l'information de TV5 Monde, remplaçant ainsi Philippe Dessaint, qui a quitté ses fonctions après une motion de défiance.
Le 20 juillet 2008, il est nommé, directeur des programmes, de la programmation et de la production de TV5 Monde.

## Source
1. ↑  « Frédérick-Louis Boulay a été nommé directeur de l'information de TV5 Monde ... », sur www.telesatellite.com (consulté le 24 octobre 2024)